# 즉흥곡 3번 (쇼팽)
프레데리크 쇼팽의 즉흥곡 3번 G ♭ 장조 Op. 51은 1843년 2월에 출판되었다.